# Kristian Doolittle
Kristian Doolittle (Edmond, Oklahoma; 19 de octubre de 1997) es un jugador de baloncesto estadounidense que pertenece a la plantilla de los Perth Wildcats de la NBL de Australia. Con 2,01 metros de estatura, juega en la posición de alero.

## Trayectoria deportiva
Es un alero formado durante cuatro temporadas en la Universidad de Oklahoma con la que disputó la NCAA con los Oklahoma Sooners desde 2016 a 2020.
Tras no ser elegido en el Draft de la NBA de 2020, el 16 de octubre de 2020, Doolittle firmó con Vaqueros de Bayamón de la Liga de Baloncesto Superior Nacional.
El 6 de febrero de 2021, firma por el Canton Charge de la NBA G League.
El 17 de junio de 2021, Doolittle regresó a Vaqueros de Bayamón, en el que promedió 12 puntos, 7 rebotes y 3 asistencias por partido. 
El 16 de octubre de 2021, firma por el Hapoel Eilat de la Ligat ha'Al para disputar la temporada 2021-22, reemplazando al lesionado Ben Carter.
El 28 de mayo de 2022, firma por Vaqueros de Bayamón de la Baloncesto Superior Nacional.
El 27 de septiembre de 2023 se anunció su contratación por parte de los Perth Wildcats de la NBL de Australia.